# Gualjaina
Gualjaina è una località dell'Argentina ed è situata nel dipartimento di Cushamen, in provincia di Chubut.